# Indolizidină
Indolizidina este un compus organic heterociclic cu formula chimică C8H15N. Se regăsește în structura unor alcaloizi, de exemplu în swainsonină și castanospermină.